# Patricia Collinge
Patricia Collinge (ur. 20 września 1892, zm. 10 kwietnia 1974) – amerykańska aktorka filmowa, teatralna i telewizyjna pochodzenia irlandzkiego. 

## Filmografia
seriale
- 1951–53: Studio One
- 1954: Climax! jako pani Rampage
- 1962: Spotkanie z Alfredem Hitchcockiem jako Naomi Freshwater

film
- 1941: Małe liski jako Birdie Hubbard
- 1943: Cień wątpliwości jako Emma Newton
- 1951: Teresa jako matka Philipa
- 1959: Historia zakonnicy jako siostra Williama, nauczycielka w klasztorze

## Nagrody i nominacje
Za rolę Birdie Hubbard w filmie Małe liski została nominowana do Oscara w kategorii najlepsza aktorka drugoplanowa.